# Landemont
Landemont är en kommun i departementet Maine-et-Loire i regionen Pays de la Loire i nordvästra Frankrike. Kommunen ligger i kantonen Champtoceaux som tillhör arrondissementet Cholet. År 2018 hade Landemont 1 820 invånare.

## Befolkningsutveckling
Antalet invånare i kommunen Landemont
| Referens: INSEE |